# Karsten Jansfort
Karsten Jansfort (født 23. marts 1964) er en dansk skuespiller.
Jansfort er autodidakt og er bl.a. kendt fra tv-serier og revyer, bl.a. har han flere gange parodieret statsminister Anders Fogh Rasmussen. Ved siden af skuespillet er han bestyrelsesmedlem i Alzheimerforeningen.
Han har medvirket i Nykøbing F. Revyen flere gange, senest i 2014, hvor den vandt "Årets Revy" til Revyernes Revy.
Han stiftede i 2006 turnéteateret ComedieTeatret.[kilde mangler]
Han er far til musicalperformer Anne-Sophie Jansfort.

## Filmografi

### Film
| År   | Titel               | Rolle               | Noter |
| ---- | ------------------- | ------------------- | ----- |
| 2001 | Et rigtigt menneske |                     |       |
| 2004 | Familien Gregersen  | Tage                |       |
| 2007 | Kærlighed på film   | Poul, Jonas kollega |       |

### Tv-serier
| År          | Titel                   | Rolle                               | Afsnit     | Noter |
| ----------- | ----------------------- | ----------------------------------- | ---------- | ----- |
| 1996 - 2000 | Madsen og co.           | huskøber                            | 23         |       |
| 1997        | Kaos i opgangen         | Henning Holzpilser                  | 6 & 11     |       |
| 2000 - 2002 | Hotellet                | læge                                | 50         |       |
| 2000 - 2003 | Rejseholdet             | Flemming, Idas kæreste              | 12         |       |
| 2001        | Hvor svært kan det være | TV-producer                         | 3          |       |
| 2004 - 2006 | Ørnen                   | Aagaards fætter                     | 14         |       |
| 2006        | Nynne                   | advokaten Claes                     | 9          |       |
| 2009        | Forbrydelsen II         | Jens Peter og Louise Rabens advokat | 2          |       |
| 2017        | Mercur                  | direktør Mogensen                   | 9-10       |       |
| 2018        | Broen IIII              | Lars                                | 4-5- & 7-8 |       |